# Kirschen in Nachbars Garten (1956)
Kirschen in Nachbars Garten ist eine deutsche Filmkomödie von Erich Engels aus dem Jahr 1956. Es handelt sich um eine Neuverfilmung von Engels’ Kirschen in Nachbars Garten aus dem Jahr 1935.

## Handlung
Versicherungsvertreter Sperling spielt mit seinen Nachbarn, dem Arzt Dr. Kieselbach und dem Schriftsteller Wendland, Skat. Er echauffiert sich über die mangelnde Spielerfahrung von Frau Kieselbach und sorgt so für erste Verstimmung. Seine schlechte Laune lässt er am Dienstmädchen Berta aus und die Frau stürzt schließlich und wird von Dr. Kieselbach krankgeschrieben. Dies ist für Sperling ein Grund mehr, an der langjährigen Hausangestellten herumzukritteln, sodass Sperlings Frau Camilla und Kieselbachs Frau Anna beschließen, ihm eine Lehre zu erteilen: Berta soll für eine Woche bei den Kieselbachs arbeiten und Sperling so ihre Arbeit besser schätzen lernen. Als Sperling Berta nun jedoch auch über den Gartenzaun beschimpft, kündigt diese wirklich und wird das neue Hausmädchen der Kieselbachs. Mit dem nachbarschaftlichen Frieden ist es nun vorbei. Hauptleidtragende ist Sperlings Tochter Inge, die Kieselbachs Sohn Christian liebt. Sperling untersagt seiner Tochter nun die Beziehung. Kurze Zeit später trifft das neue Hausmädchen Rita ein. Sie erweist sich als naive, aber attraktive Person.
Bei einem Ausflug lässt Sperling seine Frau mit dem Auto fahren, da diese vor ihrer anstehenden Fahrprüfung noch ein wenig Praxis kriegen soll. In einem Dorf ist Camilla von einer Ochsenherde so irritiert, dass sie in einen Marktstand fährt. Da beide auf den Schreck hin etwas gereichten Alkohol trinken, werden sie vom nahenden Polizisten nicht nur wegen Fahrens ohne Führerschein belangt, sondern auch wegen Alkohol am Steuer. Beide müssen für drei Monate ins Amtsgerichtsgefängnis Heidenburg. Vor den Kieselbachs und auch Hausmädchen Rita geben sie vor, zur Kur zu fahren. Nur Nachbar Wendland weiß, dass beide ins Gefängnis müssen, kümmert sich in dieser Zeit um die Postweiterleitung und schaut hin und wieder nach dem Haus der Sperlings. Als es eines Nachts gewittert, ist Rita so ängstlich, dass Wendland die Nacht im sperlingschen Haus an ihrer Seite verbringt. Am nächsten Morgen verlässt er das Haus und wird prompt von der Milchfrau gesehen. Nun munkelt man im Dorf, dass Wendland und Rita ein Verhältnis haben.
Eines Tages kündigt sich Sperlings Chef bei Sperling an, da dieser kurz vor einer Beförderung steht. Wendland alarmiert Sperling und beide tauschen für einen Tag ihre Rollen. Während Wendland Sperling im Gefängnis vertritt, übernachtet Sperling in seinem eigenen Bett, in dem er am nächsten Tag auch Rita vorfindet, die wie gewohnt schlafen gegangen ist. Sperlings Chef glaubt, dass Rita Sperlings Frau ist und ist entzückt.
Irgendwann sind die drei Monate Gefängnis um. Da Gefängniswärter Pfeffer ein äußerst nachsichtiger und freundlicher Mensch war, fällt den Sperlings der Abschied schwer. Sie versprechen, dass sie Pfeffer privat besuchen werden, zumal dessen weiße Mäuse Nachwuchs erwarten. Kaum zurück in ihrem Haus, geht der Nachbarschaftsstreit weiter. Inge und Christian sind immer noch ein Paar und auch mit Wendland zerstreiten sich die Sperlings nun: Sperling hatte bei seinem Ausflug während der Haft einen Wagen angefahren und Fahrerflucht begangen. Er wurde angezeigt und erneut springt Wendland für ihn als Täter ein, da Sperling offiziell ja im Gefängnis war. Wendlands Mut erweist sich als Glück, da das angefahrene Auto gesuchten Verbrechern gehörte, die so gefasst werden konnten. Wendland erhält einen Lohn von 3000 Mark und Sperling reagiert empört, da es eigentlich sein Geld wäre. Zusätzlich wird Wendland zur Unperson, weil Rita schwanger ist – dem Dorfklatsch nach von Wendland – und in Sperlings Weinkeller einige Flaschen fehlen, obwohl während der Haftzeit nur Wendland den Schlüssel zum Keller hatte. Als die frechen Nachbarskinder im Swimmingpool von Sperling zwei Kohlköpfe platzieren und Sperling diese wütend nach Dr. Kieselbach wirft, zeigen alle drei Nachbarn den jeweils anderen an. Es kommt zum Schlichtungsverfahren, das Lehrer Schiller in seiner Schule abhält. Nach einigen Vorwürfen und Streitereien entpuppt sich schließlich der zufällig hinzugekommene Briefträger als Vater von Ritas Kind. Er war oft heimlich bei ihr und hat auch den Wein getrunken. Rita hatte sich den Kellerschlüssel einmal kurz von Wendland geborgt. Es kommt zur großen Versöhnung und Sperling akzeptiert auch die Beziehung von Inge und Christian. Das Geheimnis der Sperlings kommt am Ende aber doch ans Licht, als Gefängniswärter Pfeffer seine „guten Freunde“ in der Schule aufsucht. Für Camilla hat er zudem einige Mäusejunge als Geschenk dabei und stürzt so am Ende alles ins Chaos.

## Produktion
Der Film wurde von der Produktionsfirma KG Divina GmbH & Co. hergestellt. Die Firma gehörte Ilse Kubaschewski, die zugleich Inhaberin des Erstverleihs Gloria-Film GmbH & Co. Filmverleih KG war. Die Atelieraufnahmen entstanden im Divina-Studio Baldham.
Die Bauten stammen von Hans Jürgen Kiebach und Gabriel Pellon, die Kostüme schuf Claudia Hahne-Herberg.
Die Musikbegleitung stammt von den Orchestern Kurt Edelhagen, Hermann Hagestedt, Franz Marszalek und Kurt Graunke. Es singen Peter Alexander (Die Kirschen in Nachbars Garten), Willy Schneider (Anka Marianka), die Comedians, die Sunshines und das Lucas-Trio.
Kirschen in Nachbars Garten kam am 3. August 1956 per Massenstart in die Kinos. 

## Kritik
Für den film-dienst war Kirschen in Nachbars Garten ein „minderwertiger Schwank, der auf schlechten Geschmack spekuliert und nichts mehr mit Engels’ gleichnamigem Film aus dem Jahr 1935 zu tun hat.“
Cinema nannte den Film eine „platte Neuauflage des Karl-Valentin-Klassikers von 1935“ und ein „überflüssiges und albernes Remake“.